# Аттиши
Аттиши (фр. Attichy) — коммуна на севере Франции, регион О-де-Франс, департамент Уаза, округ Компьень, кантон Компьень-1. Расположена в 85 км к северо-западу от Амьена и в 88 км к северо-западу от Парижа, на берегу реки Эна.
Население (2018) — 1 894 человек.

## Достопримечательности
- Церковь Святого Медарда XVI века
- Вилла де Авеню ― характерный пример архитектуры XIX века

## Экономика
Уровень безработицы (2017) — 10,5 % (Франция в целом — 13,4 %, департамент Уаза — 13,8 %). 

Среднегодовой доход на 1 человека, евро (2018) — 22 320 (Франция в целом — 21 730, департамент Уаза — 22 150).

## Демография
Динамика численности населения, чел.

## Администрация
Пост мэра Аттиши с 2001 года возглавляет Бернар Фавроль (Bernard Favrolle). На муниципальных выборах 2020 года возглавляемый им список был единственным.
| Период | Период | Фамилия        | Партия        | Примечания |
| ------ | ------ | -------------- | ------------- | ---------- |
| 1995   | 1998   | Серж Тавар     |               |            |
| 1998   | 2001   | Мишель Шаню    |               |            |
| 2001   |        | Бернар Фавроль | Разные правые | пенсионер  |

## Города-побратимы
- Айнхаузен, Германия